# Erik Cavalli

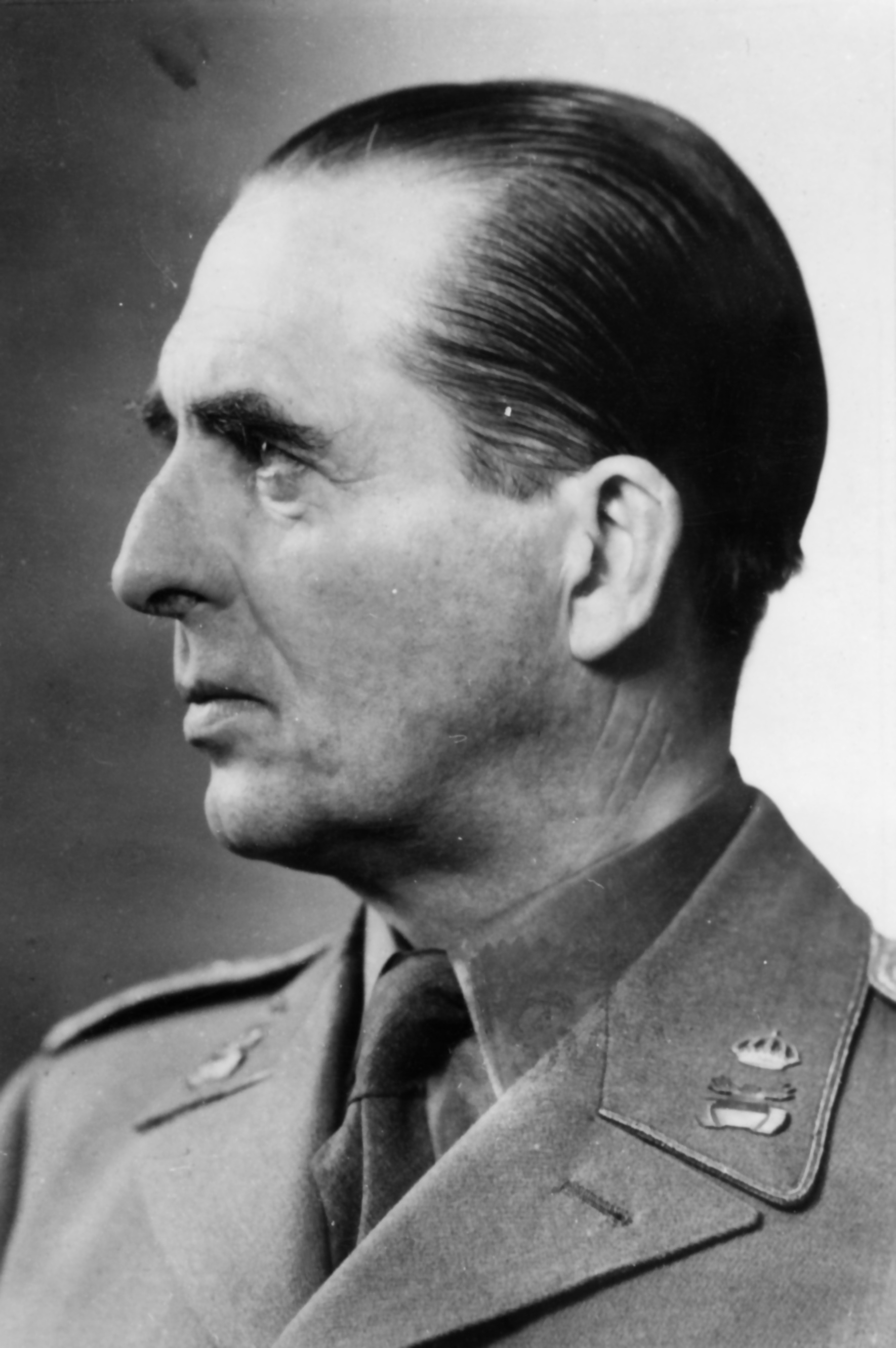
Erik Cavalli.

Erik Cavalli, född den 14 oktober 1895 i Malmö, död den 27 maj 1985 i Strängnäs, var en svensk militär. Han var son till Gustaf Cavalli.
Cavalli blev fänrik vid Kronprinsens husarregemente 1915, löjtnant där 1918, kapten i generalstaben 1926, ryttmästare vid Norrlands dragonregemente 1935 och major där 1936, i generalstabskåren 1937. Han var stabschef vid I. arméfördelningen 1937–1938. Cavalli övergick till Skånska kavalleriregementet 1938, där han befordrades till överstelöjtnant 1940. Som sådan blev han chef för Södermanlands regementes pansarbataljon 1941. Cavalli var överste och chef för Södermanlands pansarregemente 1942–1956. Han blev riddare av Svärdsorden 1936, kommendör av andra klassen av samma orden 1946 och kommendör av första klassen 1949. Cavalli vilar på Södra kyrkogården i Strängnäs.